# Museu Judeu de Praga

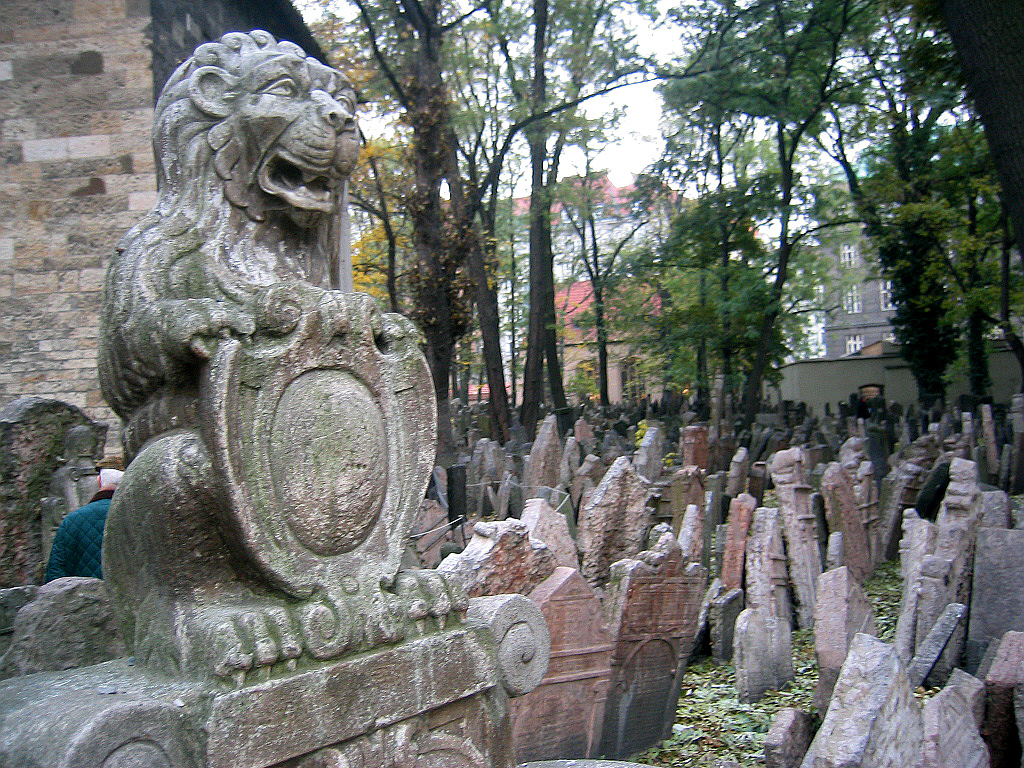
Cemitério Judeu de Praga administrado pelo Museu Judeu.

O Museu Judeu de Praga  foi criado em 1906 para documentar a história, os costumes e as tradições da comunidade judia da Boêmia, da Morávia e de Praga, particularmente no momento em que o gueto de Josefov sofreu uma reforma urbana radical e, de certa forma, perdeu sua essência, sua alma
Suas coleções, paradoxalmente, se enriqueceram graças à Alemanha Nazi durante a Segunda Grande Guerra: Os nazistas pensaram em fazer de Josefov um museu exótico de uma “raça extinta” e aí fizeram chegar muitos objetos oriundos de sinagogas e de outros locais de omunidades de judeus da Europa Central. Em 4 de agosto de 1950, a museu passou a ser administrado pelo Estado Comunista da Tchecoeslováquia que centralizava todas as atividades econômicas, culturais e de cultos. Em 1996, esse museu judeu de Praga foi entregue à administração da comunidade judia local.
O museu administra cinco sinagogas, as de Maisel, Pinkas, Klaus, a Espanhola e a Sinagoga Velha Nova. Também administra o Cemitério Judeu de Praga e os arquivos da comunidade que estão na Sinagoga de Smíchov (distrito de Praga)

## Referência
- (em inglês) (em checo) Site web du Musée juif de Prague.